# Robert Blair

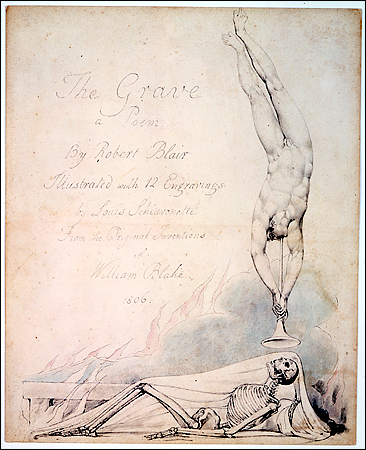
Una illustrazione di William Blake sull'opera The Grave

Robert Blair (Edimburgo, 1699 – Athelstaneford, 4 febbraio 1746) è stato un poeta scozzese, celebre per il suo genere sepolcrale.

## Biografia
Fu il primogenito del reverendo Robert Blair. Si formò culturalmente presso l'Università di Edimburgo e nei Paesi Bassi.
Nel 1731 si trasferì in una località dell'East Lothian, chiamata Athelstaneford. 
Sette anni dopo sposò Isabella, figlia del professor William Law, con la quale mise al mondo sei bambini. Le sue grandi passioni furono il giardinaggio e gli studi di poeti inglesi.
Blair pubblicò solo tre libri: il primo fu una commemorazione del padre e il secondo una traduzione, mentre il terzo gli diede fama e successo. The Grave ("La tomba", 1743) fu un'opera apprezzata sia per il suo valore estetico sia per quello storico ed anche perché diede il via al genere sepolcrale che si diffuse in tutta l'Europa con le opere di Thomas Gray e di Ugo Foscolo. L'opera risultò un approfondimento sulla mortalità umana in immagini mortuarie, che rifletteva la tendenza a miscelare la sensibilità e il pathos con il razionalismo del XVIII secolo.  I temi religiosi dell'opera si caratterizzarono per i ritmi shakespeariani e per una certa naturale allegria con la quale vennero espressi.
E dire che l'autore faticò non poco a farlo accettare dagli editori e alcuni critici letterari sostengono che la delusione provata da Blair per questa incomprensione, potrebbe essere stata una delle cause del suo arresto nella scrittura di altre poesie.
In qualunque caso gli ottocento versi della sua opera principale furono sufficienti a far uscire dall'anonimato l'autore al punto da indurre William Blake a ben dodici interpretazioni grafiche dell'opera, incise da Luigi Schiavonetti e pubblicate nel 1808.